# Rakety Titan

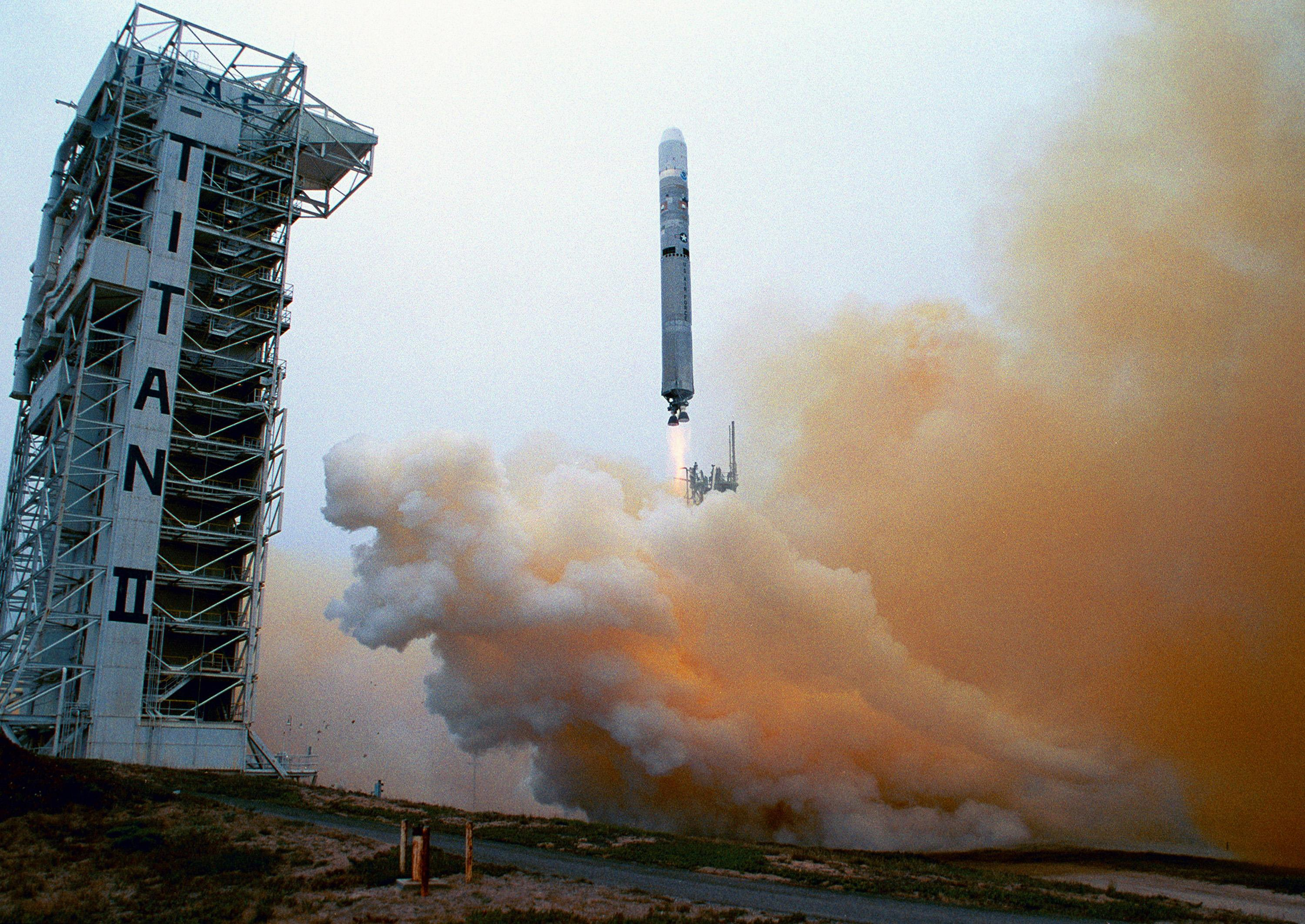
Titan 23

Titan byly nosné rakety vesmírné agentury NASA a USAF, které se používaly od roku 1959 až do roku 2005. Projekt začal roku 1955 a měl sloužit jako doplněk nebo náhrada programu mezikontinentálních balistických střel SM-65 Atlas v případě jeho zpoždění nebo selhání. Na rozdíl od Atlasu, se jednalo o klasickou dvoustupňovou raketu. Prvním zástupcem rodiny raket byl Titan 1, značen též LGM-25 nebo SM-68, který spaloval v motorech obou stupňů kapalný kyslík a RP-1 a měl mít nosnost až 1800 kg na nízkou oběžnou dráhu. Jako kosmický nosič však nebyl použit a byl brzy nahrazen Titanem 2, který byl vyráběn jak pro potřeby kosmické dopravy, tak jako ICBM. S Titanem II přišla i zásadní koncepční změna, když místo kapalného kyslíku a RP-1, byl použit oxid dusičitý a Aerozin 50 (směs 50 % MMH a 50 % UDMH), díky čemuž se zvýšila reakceschopnost. Nově použité palivo nemuselo být tankováno těsně před startem a mohlo být skladováno v raketě dlouhodobě.
Vývoj Titanu v 60. letech probíhal současně se Saturnem I, Titan měl sice nižší nosnost, ale jeho relativní jednoduchost a schopnost rychlé reakce hrály ve prospěch Titanu. NASA i USAF používaly rakety Titan po dlouhou dobu a i přes solidní úspěšnost, 88,9 %, komerčně propadla. Titan 3 byl vybaven dvěma silnými pomocnými motory a byl tak schopen dopravit až 15 000 kg. Rakety Titan bývaly vybaveny rozličnými horními stupni: pokusně stupeň Able, Agena, Centaur, Transtage, a další. Titan byl počátkem 80. let pozastaven, jako další programy nosných raket, ve prospěch programu Space Shuttle a až po katastrofě raketoplánu Challenger, byl program znovu obnoven. USAF postupem času zvyšovalo nároky, až se původně levný systém stal příliš drahým a v jeho neprospěch hrála i toxicita použitých pohonných látek. Poslední start se konal v roce 2005 a poté byl založen společný podnik firem Boeing a Lockheed Martin United Launch Alliance, který již s Titanem nepočítal a soustředil se na Atlas V, Deltu II a Deltu IV.

## Historie

### Počátky vývoje

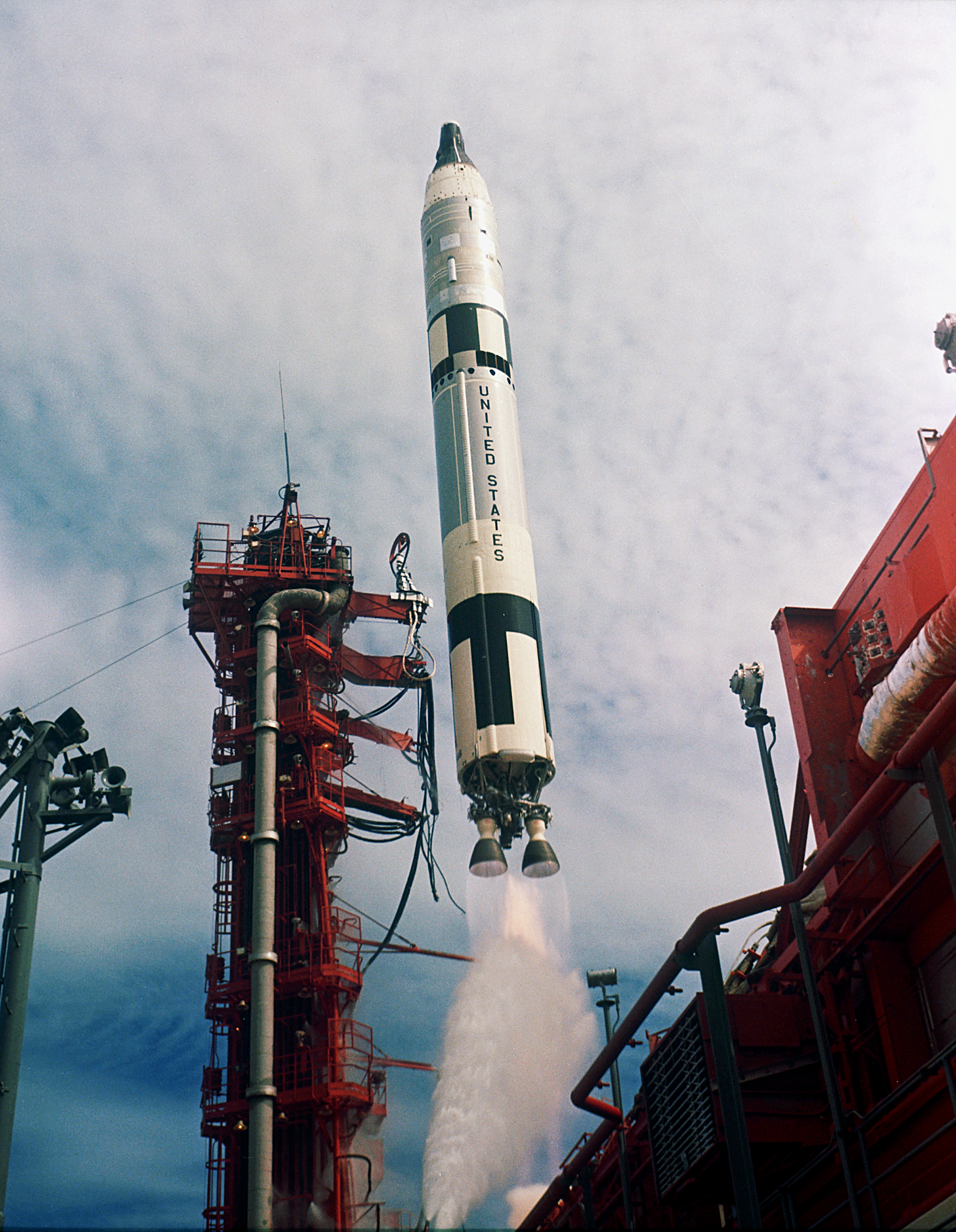
Start Titanu II s kosmickou lodí Gemini 11

V polovině 50. let 20. století měly spojené státy již jasnou koncepci své první mezikontinentální balistické střely SM-65 Atlas a začínalo se s jeho testy. V roce 1954 byly uděleny kontrakty na vývoj alternativních prvků jako motory, naváděcí systém a návratový systém hlavic a roku 1955 bylo rozhodnuto o vývoji kompletní záložní rakety pro případ zpoždění nebo selhání programu Atlas. Vývojem trupu a kompletací rakety byla pověřena společnost Martin a projekt byl označen SM-68 Titan.
Společnost Martin se vydala zcela odlišnou cestou než Convair a General Dynamics a jejich Atlas. Atlas byl unikátní svou jedenapůlstupňovou koncepcí a jeho nosná konstrukce byla závislá na tlaku v nádržích, Titan oproti němu sázel na klasickou dvoustupňovou koncepci s vnitřní podpůrnou konstrukcí. Titan byl však brán doslova jako rezervní a práce postupovaly velmi pomalu a financování bylo také velmi skromné.
Zlom nastal v říjnu 1957, kdy byl vypuštěn Sputnik 1 a velení USAF rozhodlo o nasazení obou typů, Atlasů i Titanů do roku 1962. Letové zkoušky začaly ke konci roku 1958 a první úspěšný start zkušební jednostupňové verze XSM-68 se uskutečnil v únoru 1959. Testování pokračovalo dvoustupňovou verzí, která však zpočátku vykazovala nespolehlivost a docházelo k nehodám, až test v lednu 1960 byl úspěšný. Další testy spočívaly v ověření schopnosti odpalování z podzemních sil a první eskadra SM-68 nabyla operační způsobilosti v dubnu 1962.

### Pozdější vývoj a kosmické využití

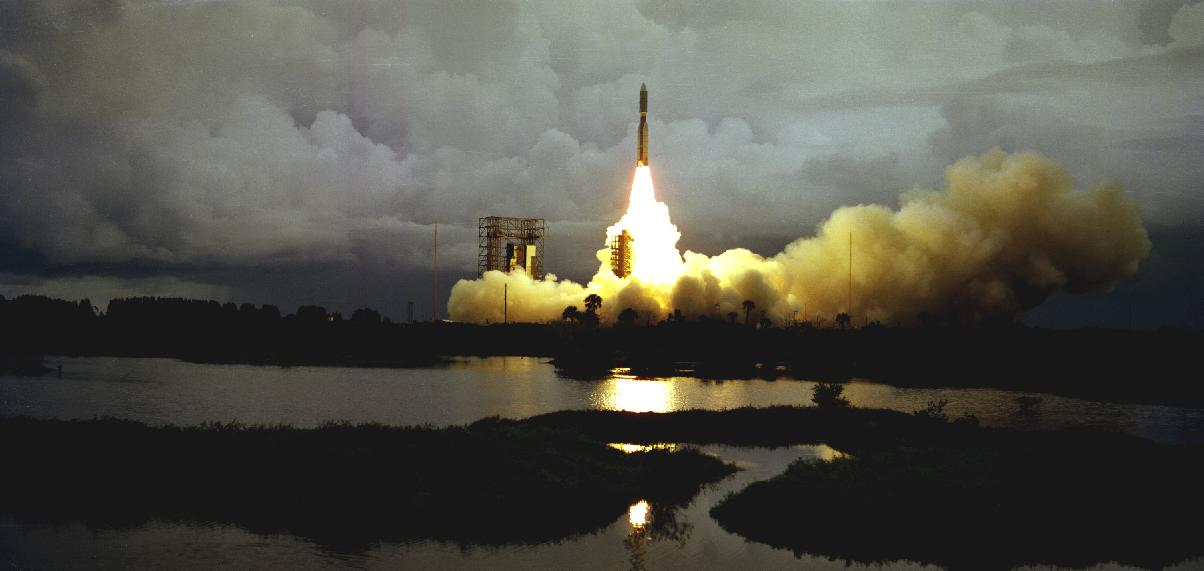
Start mise Viking 2 1975, raketa Titan 3E Centaur

Práce na nástupci řady Titan 1 začaly již v roce 1957, tedy ještě před prvními letovými zkouškami. Společnosti Martin a Aerojet si uvědomovaly, že nutnost tankovat pohonné látky až těsně před startem není ideální a reakční doba 15 minut je také příliš dlouhá. Společnost Aerojet již měla zkušenosti s konstrukcí motorů na dlouhodobě skladovatelné pohonné látky (hydrazin apod.) a začala tak pracovat na úpravě motorů LR-87 a LR-91 pro použití těchto pohonných látek. Změna paliva vyžadovala i úpravy palivových nádrží, nově přepracované nádrže byly prodlouženy, jejich průměr zůstal zachován (3,05 m) a byly opatřeny ochrannou vrstvou proti korozivním účinkům nových pohonných látek. V roce 1960 se USAF rozhodlo pro výrobu Titanu II a o rok později byl vybrán jako nosič suborbitálního letounu Boeing X-20 Dyna-Soar a v červnu 1961 rozhodla NASA o použití Titanu II jako nosiče v programu Gemini, kde přes počáteční potíže (pogo oscilace) dosáhl 100% úspěšnosti.
Jako mezikontinentální balistická střela zůstal Titan 2 ve službě, i přes nahrazení všech raket na kapalné pohonné látky, až do roku 1987, kdy jej nahradila raketa LGM-118 Peacekeeper. Vyřazené rakety pak byly přestavěny na kosmické nosné rakety. Další úpravy spočívaly v přizpůsobení rakety pro použití standardních horních stupňů jako Agena, Centaur, Transtage a Inertial Upper Stage. Pozdější verze měly prodloužený první a druhý stupeň, silnější motory, úpravy naváděcího systému a postranní nosníky pro připojení pomocných motorů. Poslední použitou verzí byl Titan 404B, který naposled startoval 19. října 2005.

## Varianty

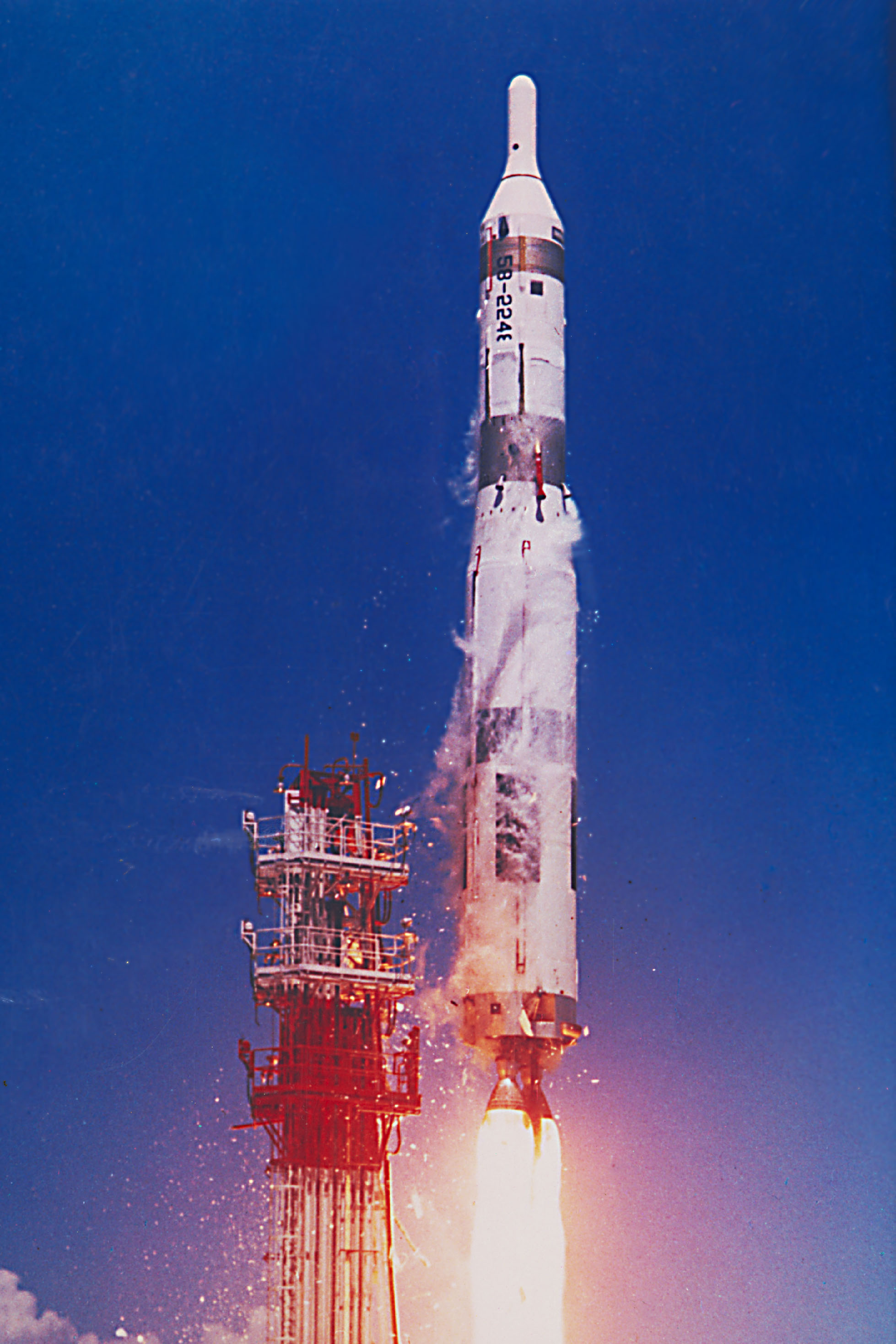
Titan 1

### Titan 1
SM-68 Titan 1 byl záložní projekt pro případ zpoždění programu Atlas. Jednalo se o dvoustupňovou raketu spalující RP-1 a kapalný kyslík. Díky krizi vyvolané startem sputniku 1, byl program urychlen a rakety byly uvedeny do služby společně s SM-65 Atlas. První Titany však trpěly stejnými neduhy jako Atlasy; palivo nemohlo být skladováno v nádržích dlouhodobě a muselo být tankováno těsně před startem a před vypuštěním ze sila musela být raketa vyzvednuta na povrch. Titan 1 měl podobný osud jako SM-65 Atlas, do roku 1966 byly všechny jednotky nahrazeny modernějšími střelami Minuteman a Titan 2. Vyřazené rakety Titan 1 nebyly nikdy použity jako kosmické nosné rakety, na rozdíl od vyřazených Atlasů, které sloužily až do poloviny devadesátých let.
Z konstrukčního hlediska byl Titan 1 konvenčnější než jeho současník Atlas, který využíval v té době unikátní koncepci lehkých balonových nádrží a odhazovacích motorů. Titan 1 měl dva oddělitelné stupně a nádrže klasické konstrukce s vnitřní podpůrnou kostrou. První stupeň byl vybaven dvěma motory Aerojet LR-87-3 a druhý stupeň disponoval jedním motorem LR-91-3, což byla zmenšená verze LR-87-3. Teoretická nosnost na nízkou oběžnou dráhu Země byla přibližně 1800 kg, Titan 1 byl tedy přibližně o 30 % silnější než Atlas. Naváděcí soustava byla částečně inerciální ale řízení letu bylo ovládáno rádiem. Jaderné hlavice W-38 a návratový systém byly stejné jako na Atlasech. Celkem bylo vyrobeno přibližně 160 raket z nichž bylo přes 60 odpáleno při testech a několik bylo přestavěno na cvičné verze USM-68A.

### Titan 2

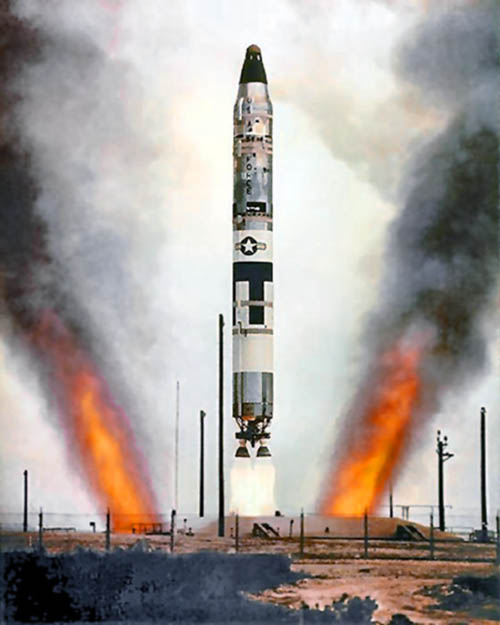
Titan 2

Titan 2 byla vylepšená verze Titanu 1, na rozdíl od něj však používala jiné pohonné látky a sice Aerozin 50 a oxid dusičitý. Vývoj začal roku 1957, tedy ještě před nasazením Titanů I. Díky použití nových, dlouhodobě skladovatelných pohonných látek, získal Titan 2 schopnost startovat přímo z podzemního sila a mohl být odpálen prakticky okamžitě. Byl vyráběn ve verzích pro kosmické lety i jako mezikontinentální balistická raketa. Jako ICBM setrval ve službě téměř do konce studené války, než jej v polovině 80. let nahradila střela Peacekeeper. Kosmická verze byla značena Titan 2 GLV (Gemini Launch Vehicle) a oproti verzi ICBM měla navíc bezpečnostní systém pro detekci poruch, zdvojené řídící okruhy, vylepšený elektrický a hydraulický systém, inerciální naváděcí systém místo radiového a další. Motory obou verzí byly modifikované verze předchozích motorů Titanu 1 a nesly označení LR-87-7 a LR-91-7. Po vyřazení ICBM Titan 2 ze služby, prošly rakety lehkou úpravou a byly používány jako nosné rakety. Ačkoli bylo k dispozici 55 raket, přestavěno bylo pouze 14 z nich. Na vině byly toxické a silně korozivní pohonné látky, jejíchž používání se dostávalo do konfliktu se zpřísňujícími se ekologickými normami a tím rostly náklady na přestavbu. Nejvýznamnější kosmickou verzí byl Titan 2 GLV pro Program Gemini, pro starty ostatních satelitů a meziplanetárních sond byly vyvinuty prodloužené verze s lepšími motory ale žádná výrazná změna jako změna paliva se již nekonala. Poslední kosmická varianta Titanu II vzlétla v roce 2003.

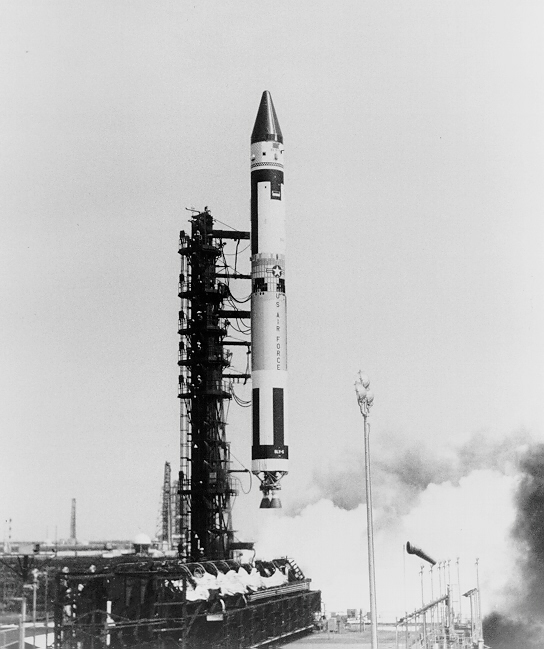
Titan 3A

### Titan 3A
Raketa Titan 3A (alternativní značení IIIA) byla prototyp nosné rakety, testy probíhaly v letech 1964 a 1965. První a druhý stupeň byly vylepšené verze Titanu II značené Titan 3A-1 (první stupeň, motory 2xLR-87-11) a Titan 3A-2 (druhý stupeň, motor LR-91-11) a na druhý stupeň byl ještě připojen stupeň Transtage se dvěma motory AJ-10-138. Celkem se konaly čtyři starty, první dva testy v roce 1964 byly mely za úkol prověřit letuschopnost třetího stupně, přičemž první skončil nezdarem. Další dva testy v roce 1965 již byly částečně úspěšné a dopravili testovací satelity LES 1 a LES 2 na oběžnou dráhu (ačkoli byly vyneseny na nesprávné dráhy, poskytly cenná data). Stupeň Transtage a prodloužený první a druhý stupeň byly později použity na verzi Titan 3C.

### Titan 3B
Titan 3B je souhrnný název pro několik variant a konceptů používající vylepšené verze prvního a druhého stupně Titanu II. Použitý první stupeň Titan 3B-1 přibližně o 1,5 metru delší než Titan 3A-1, motory jsou shodné LR-87-11. Stejně jako první byl i druhý stupeň jen mírně pozměněn a prodloužen o přibližně 70 centimetrů, motor zůstal také stejný jako na předchozí verzi. Jako třetí stupeň byl použit stupeň Agena D, nebo se třetí stupeň nepoužil vůbec. Studie Titan 3BAS2 z roku 1965 počítala s připojením stupně Centaur, Burner a pomocných raket Castor, ale nikdy se nedostala z rýsovacích prken. Podvarianty Titanu 3B jsou Titan 23B, Titan 24B, Titan 33B a Titan 34B, jednotlivé varianty se liší rozměry aerodynamického krytu nákladu a také podle původu prvního a druhého stupně, který byl buď nově postavený Titan 3B nebo starší Titan 2 přestavěný na verzi 3B. Dohromady vykonaly všechny verze Titanu 3B 56 letů a to v letech 1966–1984. Většina misí měla za úkol vypouštění vojenských družic. Nosnost na nízkou oběžnou dráhu Země se pohybovala kolem 3000 kilogramů (záleží na variantě), délka rakety dosahovala 45 metrů a její maximální průměr byl shodný s předešlými verzemi, 3,05 metru.

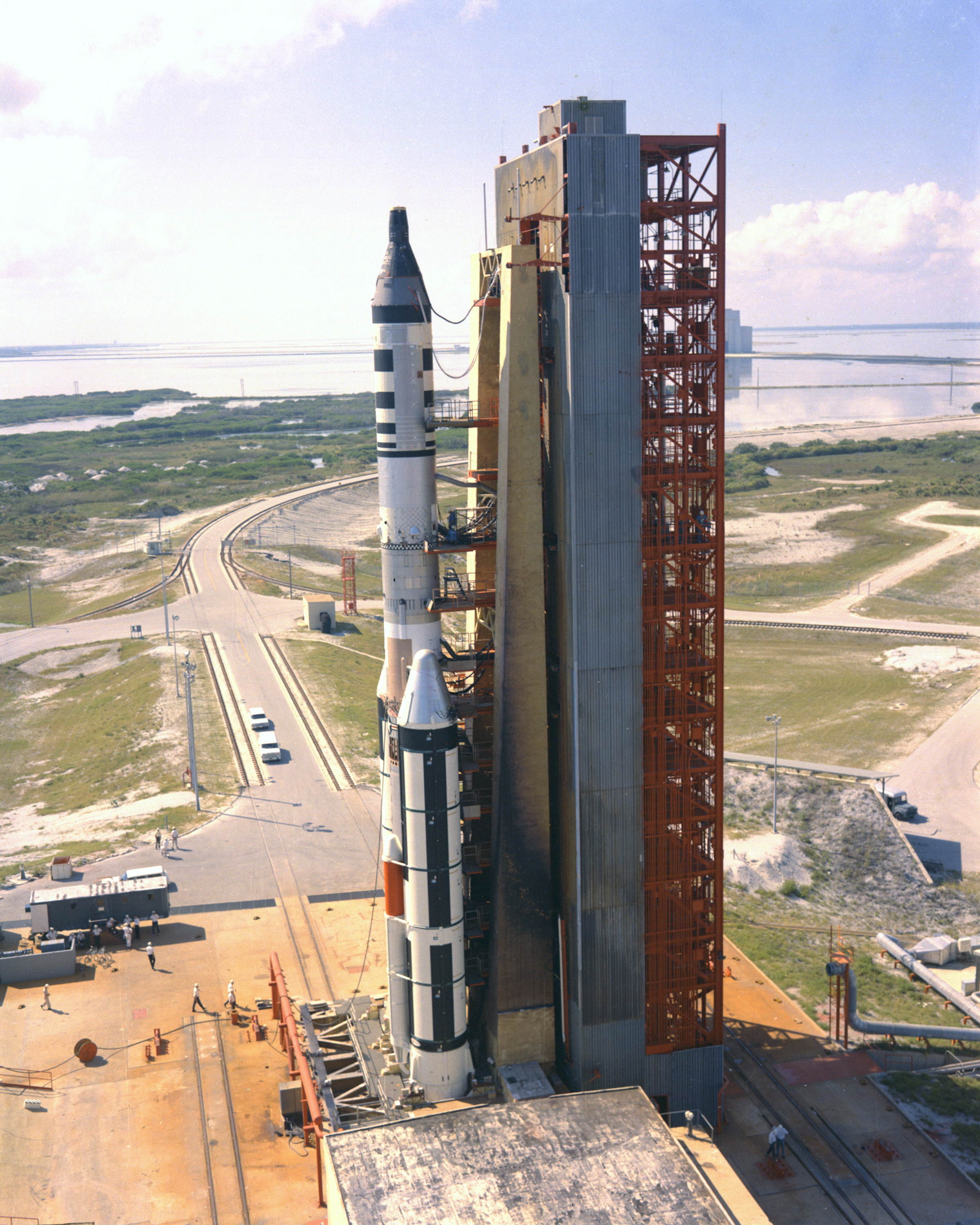
Titan 3C s maketou MOL

### Titan 3C
Raketa (označovaná i Titan IIIC) vznikla přidáním dvou pomocných pětisegmentových startovacích motorů UTC-1205-1 na TPL (tuhé pohonné látky) o tahu 2× 5100 kN k prvnímu stupni Titan 3A-1. Titan 3C byl původně zamýšlen pro dopravu kosmického letounu Boeing X-20 Dyna-Soar a pro program MOL. Nosnost na nízkou oběžnou dráhu, až 13 100 kg (záleží na třetím stupni), z ní dělala nejsilnější nosnou raketu ve službách USAF a překonal ji až Titan 4. Po zrušení projektu Dyna-Soar a MOL byla raketa využívána pro vynášení rozličných vědeckých a vojenských satelitů. Jednalo se o flexibilní systém a mohl být kombinován se stupněm Transtage, nebo bez třetího stupně. Byla využívána v letech 1965 až 1982 a vykonala celkem 36 startů. Délka v nejdelší možné konfiguraci dosahovala 42 metrů a startovní hmotnost byla až 626 100 kilogramů.

### Titan 3D
Jednalo se o upravenou verzi Titanu 3C bez třetího stupně. Raketa byla optimalizovaná pro vynášení nákladů na nízkou oběžnou dráhu Země a byla na ni schopna dopravit až 12 300 kg. Sloužila v letech 1971 až 1982 a všechny starty proběhly na letecké základně Vandenberg. Provozovatelem bylo americké letectvo, které ji využívalo pro vynášení špionážních a pozorovacích satelitů řady KH-9 a KH-11. Celkem se uskutečnilo 22 startů při 100% úspěšnosti. Startovní hmotnost činila 613 000 kg, dlouhá byla 36 metrů a průměr prvního stupně byl 3,05 m, tedy stejný jako u předchozích verzí. Alternativní značení je Titan IIID.

### Titan 3E Centaur

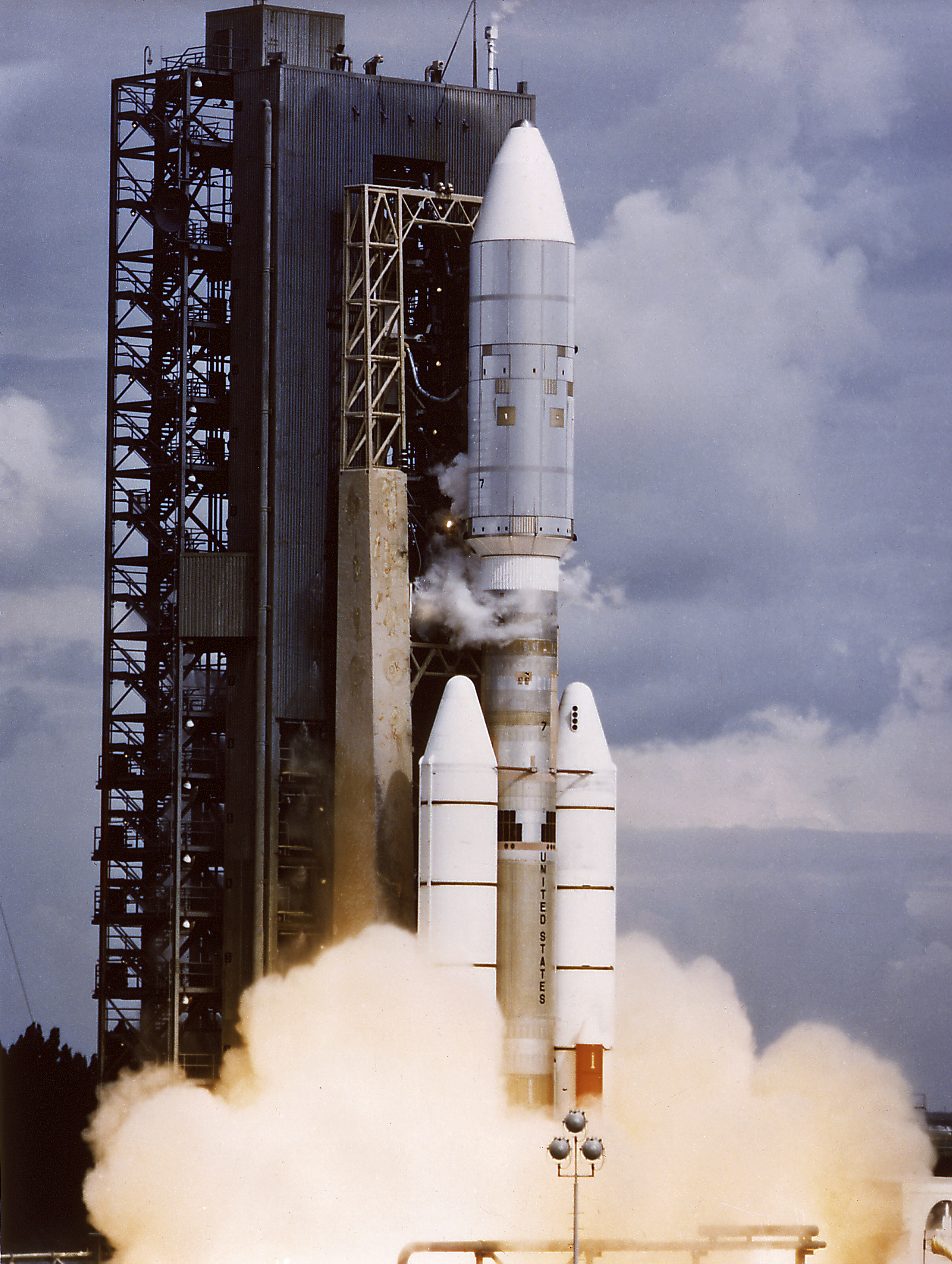
Start Titanu 3E se sondou Voyager 2

U varianty rakety Titan 3B byl nahrazen stupeň Transtage kyslíkovodíkovým stupněm Centaur. Má nosnost až 17100 kg na nízkou dráhu, nebo 3600 kg na dráhu únikovou. Při vypouštění sond ke vzdáleným planetám se přidává další urychlovací stupeň na TPL. Startovní hmotnost cca 615 tun, celková délka 39,8 m. Celkem uskutečněno v letech 1974–1977 7 pokusů o vypuštění, z toho 1 neúspěšný (spolehlivost 85,71 %). Tato raketa vynesla např. obě sondy v programu Helios.

### Titan 34D
Varianta rakety vznikla jako modifikace Titanu 3D na přechodné období před uvedením raketoplánů do pravidelného provozu. Byla vybavena prodlouženými nádržemi prvního i druhého stupně a silnějšími pomocnými motory UA1206 na TPL o tahu 2 x 6226 kN. Jako třetí stupeň mohly být použity celkem tři typy: TOS (Transfer Orbit Stage), IUS (Inertial Upper Stage) a Transtage. Nosnost na nízkou dráhu až 14500 kg. Startovní hmotnost cca 705 tun, celková délka 41,5 m. Celkem uskutečněno 21 pokusů o vypuštění v letech 1982–1992, z toho 4 neúspěšné.
Několik raket typu Titan 34D bylo přestavěno pro komerční využití. Jako důvod je uváděna prohra v soutěži na střední nosný systém, kterou vyhrála společnost Douglas se svojí sérií raket Delta 7000 (Delta II). Komerční Titan se liší hlavně prodlouženým druhým stupněm a rozšířeným aerodynamickým krytem, který byl zvětšen na průměr 4 metry, aby dokázal pojmout duální náklady jaké vynášel raketoplán nebo raketa Ariane 4. První start byl kvůli úpravám odpalovací rampy 40 na Cape Canaveral odložen až na rok 1990. Celkem se uskutečnily čtyři starty, první byl britský komunikační satelit Skynet 4A, druhý a třetí náklad tvořily satelity konsorcia Intelsat a poslední byla sonda Mars Observer.

### Titan 4

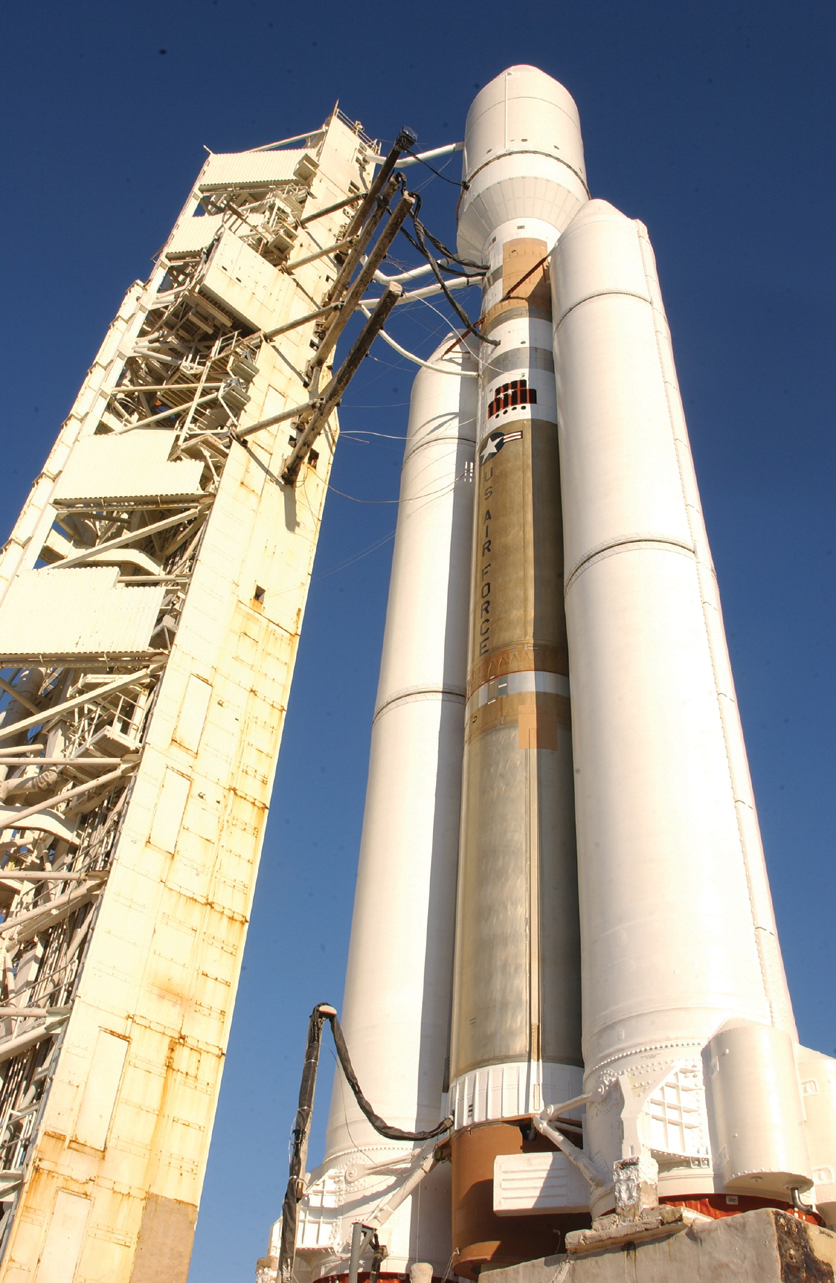
Titan 4

Raketa Titan 4 byla navržena po havárii raketoplánu Challenger (při misi STS-51L), jako náhrada za tehdy přerušený program Space Shuttle. Projektovaná nosnost byla srovnatelná s nosností raketoplánu Space Shuttle, v nejsilnější verzi až 21 680 kg na nízkou oběžnou dráhu Země. Základem jsou první a druhý stupeň staršího Titanu 34D, doplněné o dva sedmisegmentové startovací motory na tuhé pohonné látky UA1207, které byly původně určeny pro program MOL, ale po jeho zrušení ležely 25 let nepoužity ve skladišti. Jako třetí stupeň bylo možno zvolit IUS (Inertial Upper Stage) nebo Centaur G, který byl původně navržen pro z nákladového prostoru raketoplánu. Kompletní revize se dočkala i elektronika a naváděcí systém. Všechny tyto úpravy, bezpečnostní opatření kvůli toxickému palivu a nákladná předstartovní příprava, způsobily mohutný nárůst ceny, udává se až 432 milionu dolarů za jediný start (ceny roku 1999).
Raketa byla používána téměř výhradně Americkým letectvem (USAF) a ostatními složkami americké armády jako US NAVY a NRO (Národní úřad pro průzkum). Vynášela série průzkumných satelitů, radarových satelitů, satelity systému včasného varování, námořní sledovací satelity a další vojenské satelity. Jedinou výjimkou byla sonda NASA k Saturnu a jeho měsícům – Cassini-Huygens, vypuštěná roku 1997. V roce 1997 začíná být starší verze Titan 4A nahrazována novější verzí Titan 4B, která ji plně nahradila roku 1998. Verze 4B měla nové a bezpečnější pomocné motory, které měly menší počet spojů a byly tedy jednodušší a méně náchylné k poruchám. Hlavní vliv na zvýšení bezpečnosti pomocných motorů měla havárie Challengeru a exploze Titanu 34D, jež byly obě způsobeny vadou pomocných motorů na tuhé palivo.
Titan 4 byl přizpůsoben ke startům na Cape Canaveral i Vandenberg AFB. V aktivní službě byl 16 let a vykonal celkem 39 startů z čehož byly čtyři neúspěšné. Poslední start se konal 19. října 2005 na letecké základně Vandenberg. Titan 4 byl posledním zástupcem vývojové řady raket Titan. Dnes (březen 2009) jeho funkci plní rakety Atlas V a Delta IV se srovnatelnou nosností, nižšími náklady a bezpečnějším palivem.

## Výrobci

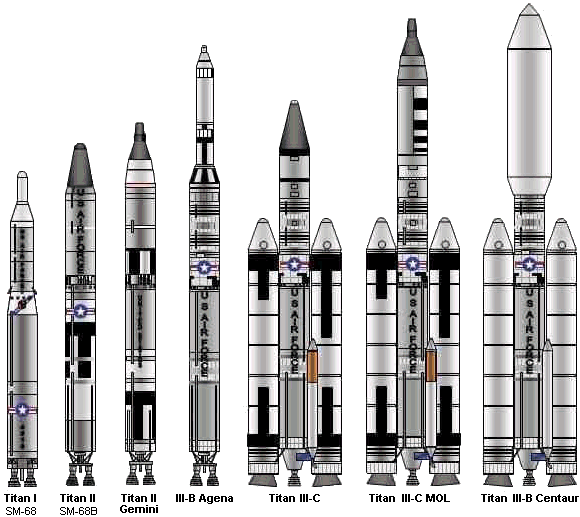
Rodina nosných raket Titan

Prvotní kontrakt na vývoj záložní rakety pro případ selhání Atlasu byl udělen společnosti Glenn L. Martin Company. Krátce po uvedení první série Titanů do služby se společnost Martin spojila se společností American Marietta Corporation a nově vzniklá společnost, Martin Marietta, vyvíjela a vyráběla Titany až do roku 1995, kdy se spojila s Lockheed Corporation. Lockheed Martin poté zajišťovala provoz Titanů až do jejich vyřazení roku 2005. Vývoj motorů LR-87 a LR-91 pro první a druhý stupeň zajišťovala firma Aerojet. Pomocné motory UA1200 vyvíjela společnost United Technologies a pozdější vylepšená verze SRMU, používaná na Titanu 4B, dodávala společnost Alliant TechSystems. Avioniku dodávala společnost Honeywell a aerodynamický kryt nákladu z kompozitních materiálů, který se používal u pozdních modelů, vyráběla společnost McDonnell Douglas. Naváděcí systém Titanů 2 byl vyráběn společností AC Spark Plug a navigační počítač vyráběla společnost IBM. Třetí stupeň Centaur byl vyráběn společností General Dynamics, stupeň Agena vyráběl Lockheed, Transtage byl vyráběn, stejně jako samotná raketa, společnostmi Martin-Marietta a později Lockheed Martin, stupeň IUS (Inertial Upper Stage) vyráběl Boeing Aerospace Co.

## Kosmodromy a letecké základny

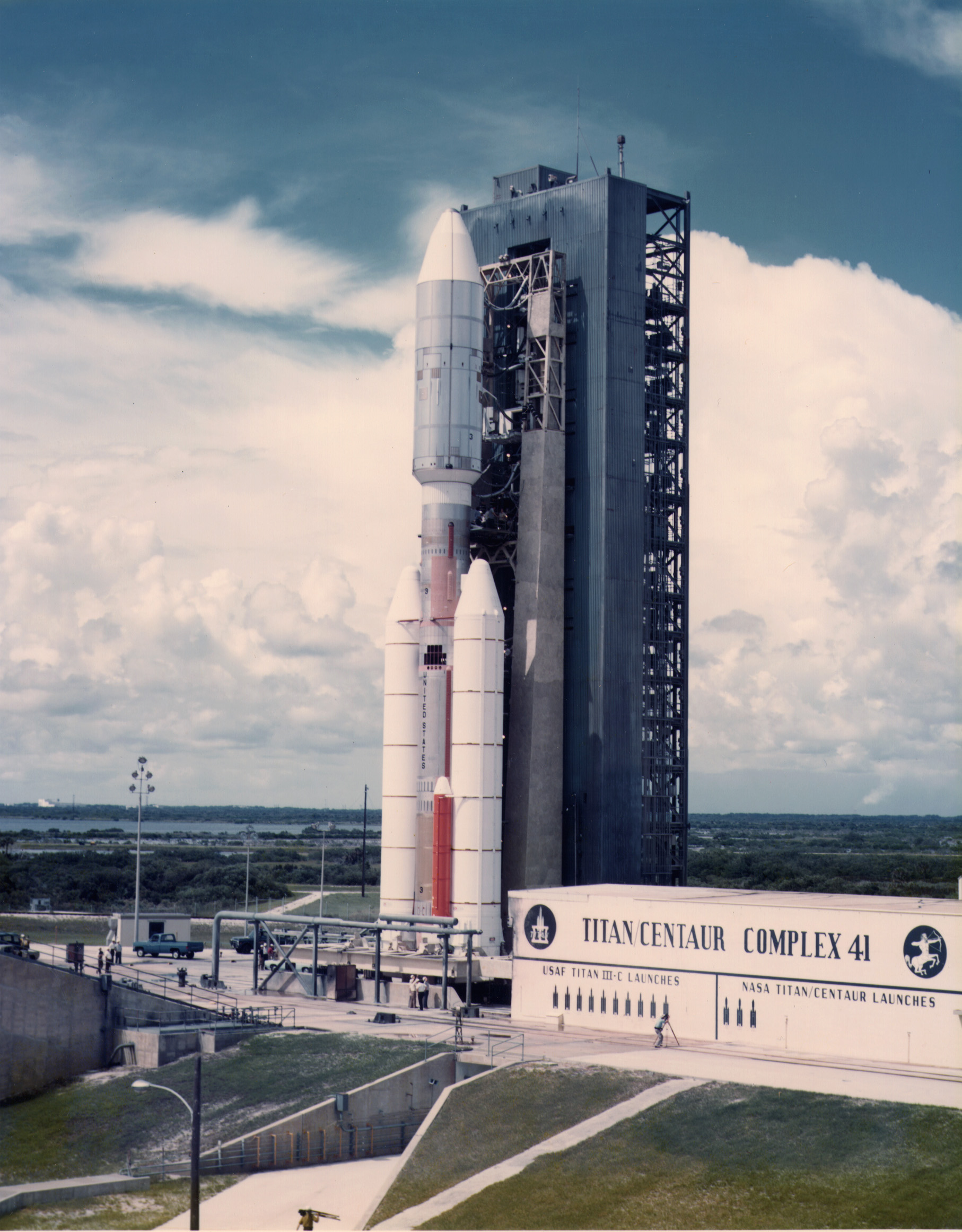
Titan 3E na odpalovací rampě 41

### Cape Canaveral
Na Cape Canaveral byly na konci 50. let 20. století vybudovány celkem čtyři odpalovací komplexy. Jednalo se o komplexy 15, 16, 19 a 20. Na všech čtyřech komplexech probíhaly od roku 1959 zkoušky mezikontinentálních raket Titan 1. Komplexy 15 a 16 byly po dokončení testů vyřazeny. Komplex 19 byl předán NASA a upraven pro lety programu Gemini, konaly se zde dva lety bez posádky a deset letů s posádkou. V roce 1967 byl vyřazen a roku 1984 byl prohlášen národní historickou památkou. Komplex 20 byl přestavěn a používán pro starty Titanu 3A, vyřazen byl v roce 1967.
Další odpalovací komplexy byly postaveny na počátku 60. let 20. století. Jednalo se o komplexy 40 a 41, které již byly určeny primárně pro kosmické aplikace. Startovalo odsud mnoho sond NASA, stejně jako vojenských špionážních satelitů. Komplex 41 byl vyřazen roku 1977 a v letech 1986–88 prošel přestavbou, aby vyhovoval potřebám Titanu 4. Roku 1999 byl stržen a na jeho místě byl postaven nový komplex pro Atlas V. Komplex 40 byl uveden do provozu roku 1965 a sloužil téměř 30 let, než byl v letech 1992–93 kompletně přestavěn pro Titan 4.

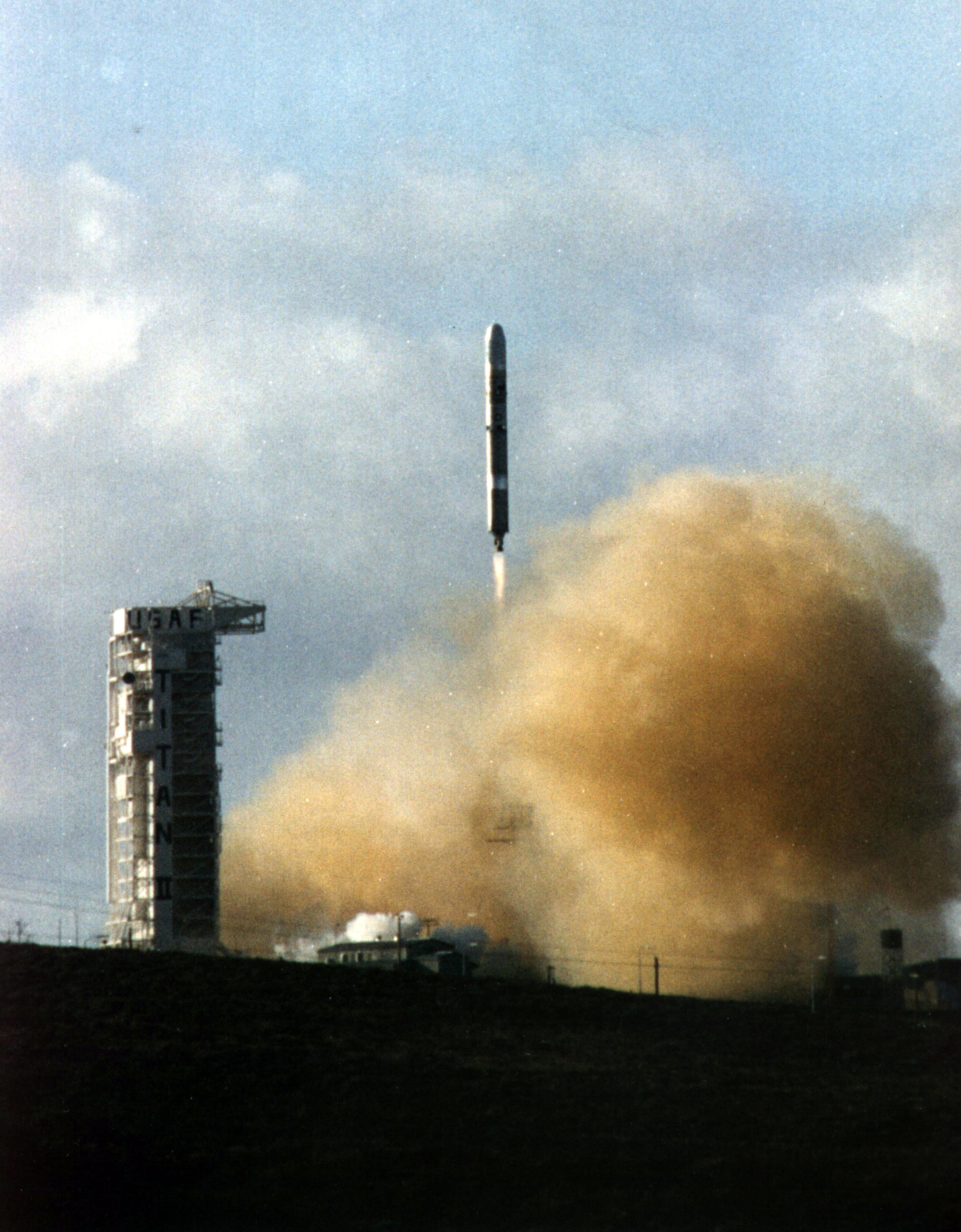
Titan 23 se sondou Clementine, 1994 Vandenberg AFB

### Vandenberg Air Force Base
Starty a testy raket Titan probíhaly na letecké základně Vandenberg mezi lety 1961–2005, tedy celou dobu služby raket Titan. V průběhu 60. let 20. století zde bylo postaveno několik odpalovacích komplexů a testovacích zařízení. Pro testy Titanů 1 byly postaveny rampy 395-A1, 395-A2 a 395-A3 a další dva komplexy s názvy SLTF a OSTF. Rampy 395 – A1/A2 byly využívány do roku 1965 pro testy Titanů 1. Komplex OSTF (Operational Suitability Test Facility) měl sloužit k ověření schopnosti rakety startovat z podzemního sila. V prosinci 1960 zde však došlo k nehodě výtahu, při níž se plně natankovaná raketa se zřítila zpět do sila. Komplex SLTF (Silo Launch Test Facility) měl sloužit k testům Titanu 2. Odehrál se zde pouze jediný start Titanu 1 a komplex poté sloužil jako výcvikový areál pro personál raketových základen. Po uvedení Titanů 2 byly postaveny komplexy 395-B, 395-C a 395-D. Na nich probíhaly testy a cvičné starty, nejdéle byl v provozu komplex 395-C, který byl vyřazen až v roce 1976.
Pro kosmické lety Titanů byly přestavěny dvě rampy komplexu SLC-4, které původně sloužily pro starty raket Atlas-Agena. První Titan startoval na rampě SLC-4W v roce 1966, jednalo se o verzi Titan 3B. Celkem zde startovalo přibližně 70 Titanů, z čehož 12 byly přestavěné verze mezikontinentální střely Titan 2. V roce 1994 zde startovala jediná mise k Měsíci ze základny Vandenberg – sonda Clementine . Poslední start se konal roku 2003. Jako druhá byla uvedena do provozu rampa SLC-4E, na niž se uskutečnil první start Titanu v červnu 1971. Startovaly zde Titany 3D, Titany 34D a Titany 4. Poslední start se uskutečnil v říjnu 2005.

### Raketové základny

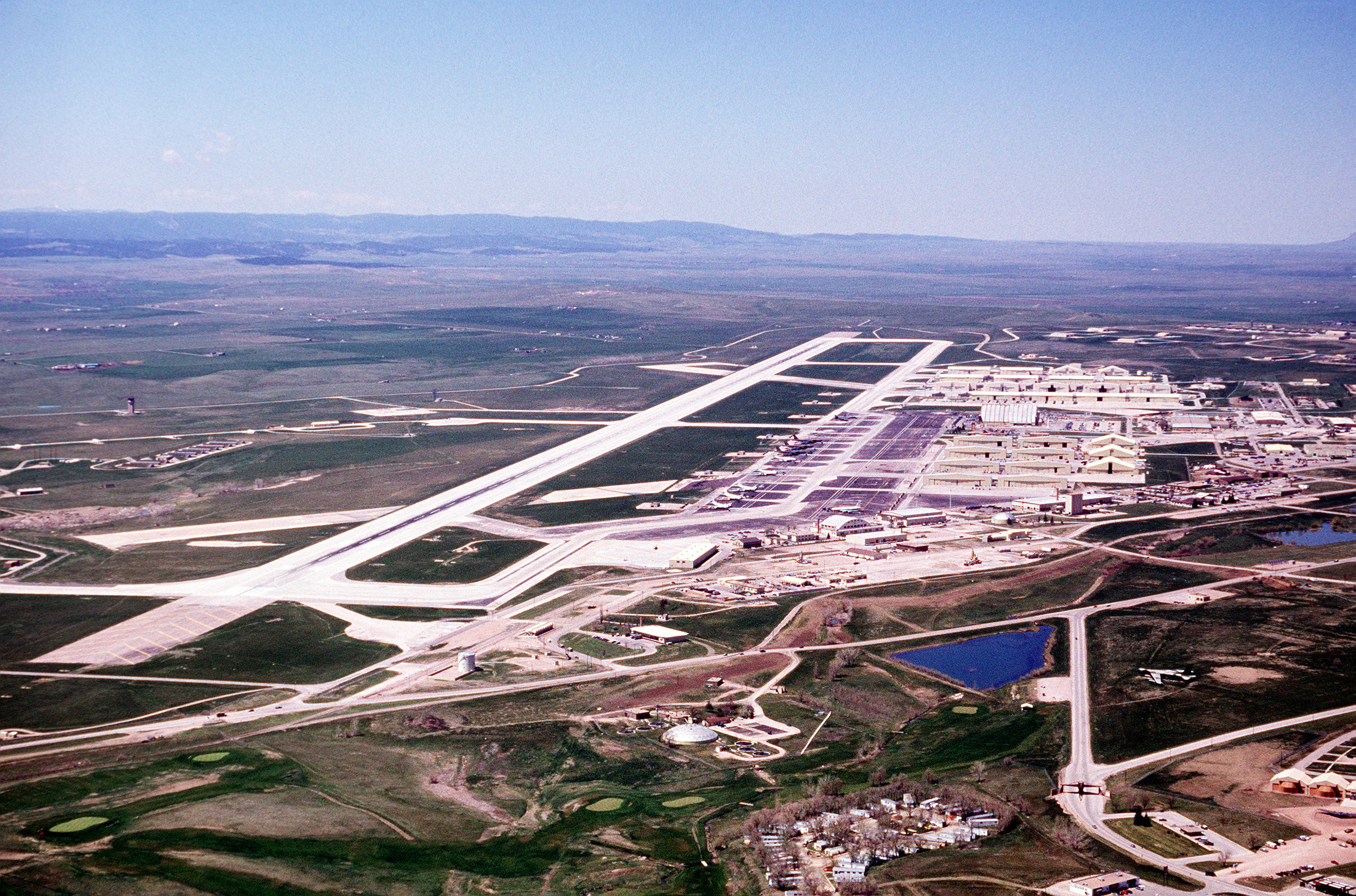
Letecká základna Ellsworth

Vojenská kariéra Titanu 1 byla velmi krátká, stejně jako v případě Atlasu byly rakety staženy krátce po jejich nasazení. Maximální počet současně rozmístěných Titanů 1 byl roku 1963, kdy jich bylo rozmístěno 63. Základny Titanů 1 se staly základny:
- Ellsworth AFB[16]
- Beale AFB[17]
- Lowry AFB[18]
- Larson AFB[19]
- Mountain Home AFB[20]

Titany 2 setrvaly ve službě do poloviny 80. let, kdy americký prezident Ronald Reagan oznámil vyřazení všech Titanů 2. Základnami Titanů 2 byly:
- Davis-Monthan AFB[21]
- McConnell AFB[22]
- Little Rock AFB[23]